# طلخا (مركز)
مركز طلخا مركز إداري مصري. يقع في محافظة الدقهلية الواقعة في جمهورية مصر العربية. القاعدة الإدارية للمركز هي مدينة طلخا.

## التاريخ

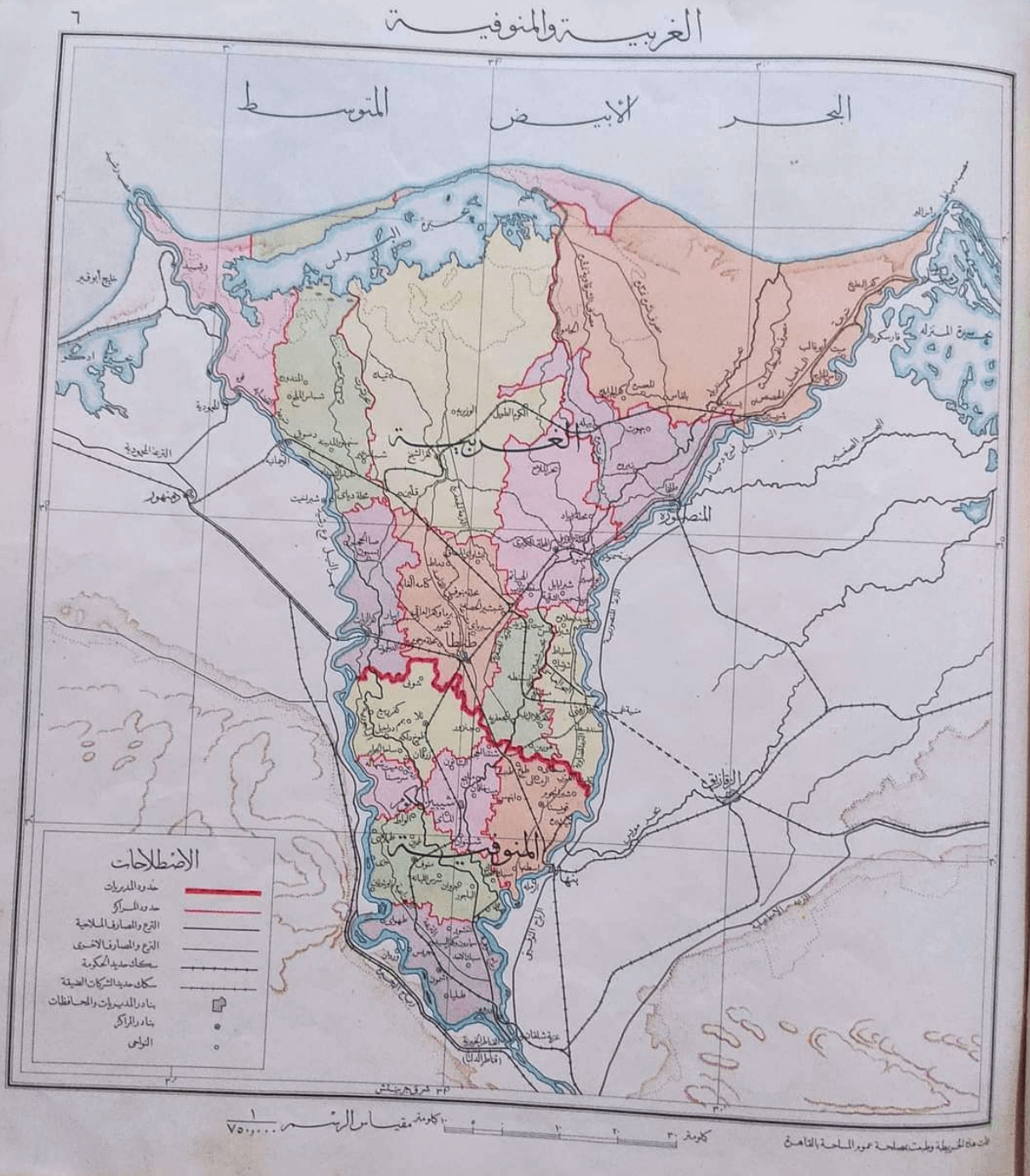
خريطة تظهر المركز باللون البنفسجي في عام 1914

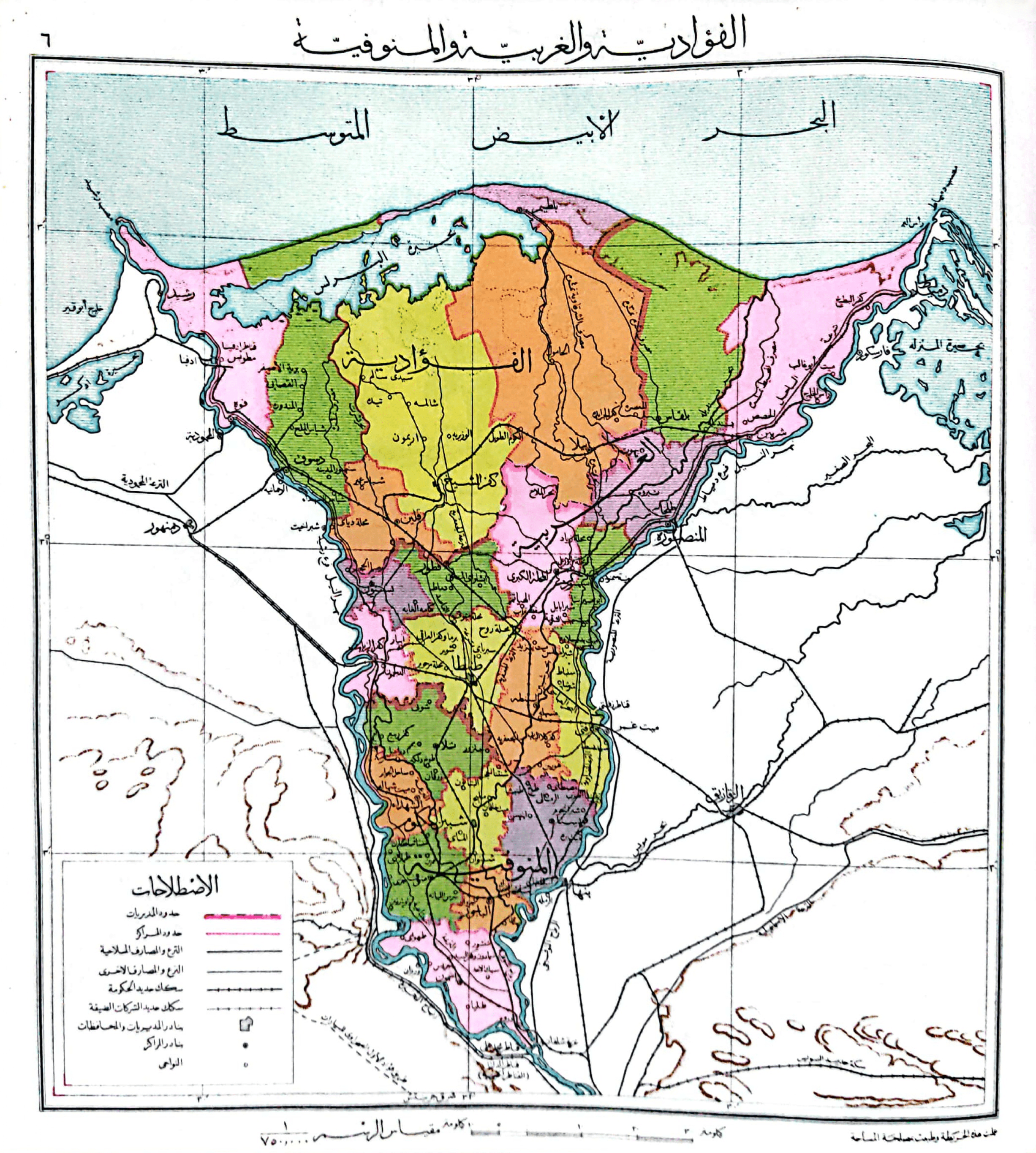
خريطة تظهر المركز في عام 1951

أنشئ مركز بيلا في سنة 1971 ولكن وضعت دواوينه في طلخا بسبب وجودها على الطريق العام وبها محطة للسكة الحديدية، صدر قرار في 24 فبراير 1896 بتسمية المركز باسم مركز طلخا. فصلت 6 بلاد من المركز لتنشئ مركز بيلا في عام 1983. نقلت إدارة طلخا ومركزها من مديرية الغربية إلى مديرية الدقهلية في عام 1955. يوجد في المركز اليوم 25 قرية.

## السكان
بلغ عدد سكان المركز 427,502 نسمة في تقدير يوليو 2024 أغلبهم ريفيون (باستثناء سكان مدينة طلخا 115,245 نسمة)، عدد الرجال منهم 215,879 والنساء 211,623 نسمة.
| السنة | عدد السكان | السنة | عدد السكان |
| ----- | ---------- | ----- | ---------- |
| 1882  | 53,787     | 1976  | 279,183    |
| 1897  | 74,349     | 1986  | 261,209    |
| 1907  | 86,772     | 1996  | 440,052    |
| 1917  | 95,678     | 2006  | 308,988    |
| 1927  | 107,243    | 2017  | 391,015    |
| 1947  | 137,303    | 2024  | 427,502    |
| 1960  | 195,286    | —     | —          |